# Relations entre les États-Unis et le Koweït
Les relations entre les États-Unis et le Koweït sont les relations bilatérales entre la république nord-américaine et la monarchie constitutionnelle du Moyen-Orient. Depuis 2004, le Koweït est un allié majeur non-membre de l'OTAN, à l'initiative de l'administration américaine.
Les deux pays ont des relations dans le domaine de l'enseignement supérieur. En 2013, 5 115 étudiants  koweïtiens étudiaient aux États-Unis, soit 0,6 % de tous les étrangers poursuivant des études supérieures en Amérique.